# Giovanni Raimondo Folch III de Cardona
Giovanni Raimondo III Folch de Cardona i de Prades (9 gennaio 1418 – 18 giugno 1486), fu viceré di Sicilia dal 1477 al 1479, visconte di Vilamur, conte di Prades, barone d'Entença e conte di Cardona dal 1471 fino alla sua morte.

## Origine
Giovanni Raimondo era il figlio maschio primogenito del terzo Conte di Cardona, Viscomte di Vilamur dal 1404 e conte di Prades, Giovanni Raimondo II e della moglie, la contessa di Prades e baronessa di Entença, Giovanna di Prades († 1441), sorella della regina Margherita e figlia di Pietro di Prades (figlio di Giovanni di Prades) e di Giovanna di Cabrera

Giovanni Raimondo II era il figlio maschio primogenito del secondo Conte di Cardona e Visconte di Vilamur , Giovanni Raimondo I e di Giovanna di Gandia (?-1419), figlia di Alfonso IV di Ribagorza, conte di Dénia, marchese di Villena, conte di Ribagorza, signore di Dénia e duca di Gandia e della moglie, Violante Jiménez de Arenós.

## Biografia
Suo nonno, Giovanni Raimondo I morì l'11 marzo 1441, a Cardona, dove fu tumulato nella chiesa collegiata di Sant Vincenç.

Suo padre, Giovanni Raimondo II gli succedette nella contea di Cardona, rinunciando alla viscontea di Vilamur e alla contea di Prades, in favore di Giovanni Raimondo. 

Nel 1445, Giovanni Raimondo II si ritirò a vivere nella contea di Cardona.
Giovanni Raimondo, tra il 1449 ed il 1455 servì fedelmente Alfonso V d'Aragona, anche recandosi a Roma, come ambasciatore alla corte pontificia di papa Callisto III.
Dopo la morte di Carlo di Viana, re di Navarra, luogotenente della Catalogna ed erede della corona d'Aragona, nel settembre 1461, le Cortes catalane, ritenendo la regina Giovanna, matrigna di Carlo, responsabile di un supposto avvelenamento, dichiararono sia il re, Giovanni II d'Aragona (il successore di Alfonso V), che la regina, Giovanna, non graditi in Catalogna; i reali non gradirono la decisione e, nel 1462, iniziò la guerra civile catalana.

Giovanni Raimondo, all'inizio fu favorevole alla posizione delle Cortes catalane, ma era contrario ad una rottura col monarca, per cui non partecipò attivamente alla guerra civile, mentre suo padre, Giovanni Raimondo II, nonostante si fosse ritirato dalla vita politica, quando scoppiò la guerra civile, si era schierato con il re, Giovanni II; la contea di Cardona fu una delle ridotte di Giovanni II, motivo per cui le autorità catalane, nel 1462 dichiararono suo padre nemico della Catalogna.

Quando però, Giovanni Raimondo fu costretto a scegliere, si schierò, come suo padre, a favore di re Giovanni; lasciò Barcellona e si unì alle truppe del re, divenendo Capitano Generale dell'esercito reale, ed in poco tempo divenne il militare più importante della guerra civile, e, nel 1465 fu uno dei protagonisti della vittoria di Calaf.

Dopo la morte di suo suocero, Bernardo Giovanni Cabrera, padre della sua seconda moglie, Isabella di Cabrera, avvenuta nel 1466, Giovanni Raimondo si occupò delle rendite del defunto suocero, che cedette a Giovanni II, permettendogli di comprare la resa di due avversari, nel 1471; in cambio, Giovanni II lo nominò uno dei tre membri della Generalitat catalana, cosa che lo rese ricco e gli permise di fare prestiti al Monarca.

Suo padre, Giovanni Raimondo II morì nel 1471 e nella contea di Cardona gli succedette Giovanni Raimondo, come Giovanni Raimondo III.
Terminata la guerra civile, nel 1473, fu al seguito dell'erede al trono, Ferdinando, nella guerra per la riconquista della contea del Rossiglione; dopo, per risolvere il problema del Rossiglione, assieme a Bernardo Ugo di Rocabertí, fu ambasciatore presso il re di Francia, Luigi XI, che, dapprima, li fece imprigionare a Lione, poi, a Perpignano, nel 1475 fu stabilita una tregua e Giovanni Raimondo III e Bernardo furono liberati.
Nel 1477 Giovanni Raimondo III fu inviato Napoli, come scorta dell'infanta Giovanna, che andava a sposarsi; dopo fu nominato Viceré di Sicilia, carica che tenne per due anni, sino al 1479.

Durante quel periodo, il suo incarico più importante fu soffocare la rivolta di Leonardo Alagon, in Sardegna.
Successivamente Giovanni Raimondo III approdò alla corte del nuovo re, Ferdinando II di Aragona, che incontrò, nel 1479, al suo ritorno in Catalogna, ne fu il confidente per diversi anni, accompagnandolo nei suoi trasferimenti in Castiglia e Estremadura.
Nel 1484, Ferdinando II lo nominò Capitan Generale della campagna contro il conte Hug Roger III de Pallars Sobirá.
Giovanni Raimondo III morì il 18 giugno 1486, e, nei suoi titoli gli succedette il figlio primogenito Giovanni Raimondo, come Giovanni Raimondo IV.

## Matrimoni e discendenza
Nel 1445, Giovanni Raimondo III aveva sposato Giovanna di Urgell (1415-1446), figlia del conte Giacomo II di Urgell, vedova di Giovanni I Conte di Foix, visconte di Béarn, Coprincipe di Andorra, Visconte di Castelbon, signore di Moncada e Conte di Bigorre.

Giovanni Raimondo III da Giovanna ebbe un figlio:
- Giovanni Raimondo, erede e successore al titolo[1].

Dopo essere rimasto vedovo di Giovanna, nel 1455, sposò Elisabetta o Isabella di Cabrera figlia di Bernardo Giovanni Cabrera, nobile, politico e militare catalano.

Giovanni Raimondo III da Elisabetta o Isabella non ebbe discendenza.

## Ascendenza
|                                                  |                               |                                                  | Genitori                                                    |  |  | Nonni |  |  | Bisnonni                          |  |  | Trisnonni                      |  |
|                                                  |                               |                                                  |                                                             |  |  |       |  |  | 8. Ugo II Folco, conte di Cardona |  |  | 16. Ugo I, visconte di Cardona |  |
|                                                  |                               |                                                  |                                                             |  |  |       |  |  | 8. Ugo II Folco, conte di Cardona |  |  | 16. Ugo I, visconte di Cardona |  |
|                                                  |                               | 17. Beatrice d'Anglesola, signora di Bellpuig    |                                                             |  |  |       |  |  | 8. Ugo II Folco, conte di Cardona |  |  |                                |  |
| 4. Giovanni Raimondo Folco I, conte di Cardona   |                               |                                                  |                                                             |  |  |       |  |  | 8. Ugo II Folco, conte di Cardona |  |  |                                |  |
|                                                  |                               | 9. Beatrice de Luna                              | 18. Pedro III Martinez de Luna, signore di Almonacid e Pola |  |  |       |  |  |                                   |  |  |                                |  |
|                                                  |                               | 9. Beatrice de Luna                              | 18. Pedro III Martinez de Luna, signore di Almonacid e Pola |  |  |       |  |  |                                   |  |  |                                |  |
|                                                  |                               | 9. Beatrice de Luna                              | 19. Elsa d'Aragona                                          |  |  |       |  |  |                                   |  |  |                                |  |
| 2. Giovanni Raimondo Folco II, conte di Cardona  |                               | 9. Beatrice de Luna                              |                                                             |  |  |       |  |  |                                   |  |  |                                |  |
|                                                  |                               | 10. Alfonso IV di Ribagorza, duca di Gandia      | 20. Pietro IV, conte di Ribagorza e Prades                  |  |  |       |  |  |                                   |  |  |                                |  |
|                                                  |                               | 10. Alfonso IV di Ribagorza, duca di Gandia      | 20. Pietro IV, conte di Ribagorza e Prades                  |  |  |       |  |  |                                   |  |  |                                |  |
|                                                  |                               | 10. Alfonso IV di Ribagorza, duca di Gandia      | 21. Giovanna di Foix-Béarn                                  |  |  |       |  |  |                                   |  |  |                                |  |
| 5. Giovanna di Gandia                            |                               | 10. Alfonso IV di Ribagorza, duca di Gandia      |                                                             |  |  |       |  |  |                                   |  |  |                                |  |
|                                                  |                               | 11. Violante Jiménez, signora d'Arenós           | 22. Gonçalbo Díez, signore d'Arenós                         |  |  |       |  |  |                                   |  |  |                                |  |
|                                                  |                               | 11. Violante Jiménez, signora d'Arenós           | 22. Gonçalbo Díez, signore d'Arenós                         |  |  |       |  |  |                                   |  |  |                                |  |
|                                                  |                               | 11. Violante Jiménez, signora d'Arenós           | 23. Juana Cornel                                            |  |  |       |  |  |                                   |  |  |                                |  |
| 1. Giovanni Raimondo Folco III, conte di Cardona |                               | 11. Violante Jiménez, signora d'Arenós           |                                                             |  |  |       |  |  |                                   |  |  |                                |  |
|                                                  | 12. Giovanni, conte di Prades | 24. Pietro IV, conte di Ribagorza e Prades (= .) |                                                             |  |  |       |  |  |                                   |  |  |                                |  |
|                                                  | 12. Giovanni, conte di Prades | 24. Pietro IV, conte di Ribagorza e Prades (= .) |                                                             |  |  |       |  |  |                                   |  |  |                                |  |
|                                                  | 12. Giovanni, conte di Prades | 25. Giovanna di Foix-Béarn (= .)                 |                                                             |  |  |       |  |  |                                   |  |  |                                |  |
| 6. Pietro di Prades, barone d'Entenza            | 12. Giovanni, conte di Prades |                                                  |                                                             |  |  |       |  |  |                                   |  |  |                                |  |
|                                                  |                               | 13. Sancha Ximénez di Arenós                     | 26. Gonzalo Ximenez, signore di Xest                        |  |  |       |  |  |                                   |  |  |                                |  |
|                                                  |                               | 13. Sancha Ximénez di Arenós                     | 26. Gonzalo Ximenez, signore di Xest                        |  |  |       |  |  |                                   |  |  |                                |  |
|                                                  |                               | 13. Sancha Ximénez di Arenós                     | 27. Timbora de Bellpuig                                     |  |  |       |  |  |                                   |  |  |                                |  |
| 3. Giovanna di Prades                            |                               | 13. Sancha Ximénez di Arenós                     |                                                             |  |  |       |  |  |                                   |  |  |                                |  |
|                                                  |                               | 14. Bernardo III, visconte di Cabrera            | 28. Bernardo II, visconte di Cabrera                        |  |  |       |  |  |                                   |  |  |                                |  |
|                                                  |                               | 14. Bernardo III, visconte di Cabrera            | 28. Bernardo II, visconte di Cabrera                        |  |  |       |  |  |                                   |  |  |                                |  |
|                                                  |                               | 14. Bernardo III, visconte di Cabrera            | 29. Timbora de Fenollet                                     |  |  |       |  |  |                                   |  |  |                                |  |
| 7. Juana de Cabrera                              |                               | 14. Bernardo III, visconte di Cabrera            |                                                             |  |  |       |  |  |                                   |  |  |                                |  |
|                                                  |                               | 15. Margherita di Foix-Castelbon                 | 30. Ruggero Bernardo I di Foix, visconte di Castelbon       |  |  |       |  |  |                                   |  |  |                                |  |
|                                                  |                               | 15. Margherita di Foix-Castelbon                 | 30. Ruggero Bernardo I di Foix, visconte di Castelbon       |  |  |       |  |  |                                   |  |  |                                |  |
|                                                  |                               | 15. Margherita di Foix-Castelbon                 | 31. Costanza de Luna                                        |  |  |       |  |  |                                   |  |  |                                |  |
|                                                  |                               | 15. Margherita di Foix-Castelbon                 |                                                             |  |  |       |  |  |                                   |  |  |                                |  |

### Letteratura storiografica
- Rafael Altamira, Spagna, 1412-1516, in Storia del mondo medievale, vol. VII, 1999, pp. 546–575
- Joseph Calmette, Il regno di Carlo VIII e la fine della guerra dei cent'anni in Francia, in Storia del mondo medievale, vol. VII, 1999, pp. 611–656
- Charles Petit-Dutaillis, Francia: Luigi XI, in Storia del mondo medievale, vol. VII, 1999, pp. 657–695
- Edward Armstrong, Il papato e Napoli nel XV secolo, in Storia del mondo medievale, vol. VII, 1999, pp. 696–751